# ЦЕМАТ
ЦЕМАТ је тело Савета Европе основано 1970. године са циљем сарадње европских држава у области просторног планирања. Назив ЦЕМАТ је скраћеница на француском језику за Европску конференцију министара просторног планирања (CEMAT - Conference européenne des ministres d'aménagement du territoire). Сваке две до четири године одржавају се тематске конференције:
- 1970. у Бону - „Основе европске политике регионалног планирања”
- 1973. у Гранд Мот - „Циљеви европске политике регионалног планирања”
- 1976. у Барију - „Урбанизација и регионално планирање”
- 1978. у Бечу - „Планирање руралних области у Европи”
- 1980. у Лондону - „Достигнућа и перспективе за регионално планирање у Европи”
- 1983. у Торемолиносу - „Перспективе развоја и просторног планирања приморских региона”
- 1985. у Хагу - „Еволуција процеса одлучивања у регионалном просторном планирању”
- 1988. у Лозани - „Рационално коришћење земљишта: основа за ограничавајући фактор нашег развоја”
- 1991. у Анкари - „Инструменти за постизање рационалне намене земљишта”
- 1994. у Ослу - „Стратегија одрживог регионалног / просторног развоја у Европи након 2000. године”
- 1997. у Лимасолу - „Одрживо регионално / просторно планирање у Европи и заштита водних ресурса”
- 2000. у Хановеру - „Водећи принципи за одрживи развој европског континента”
- 2003. у Љубљани - „Територијална димензија одрживог развоја”
- 2006. у Лисабону - „Умрежавање за одрживи просторни развој европског континента: мостови преко Европе”
- 2010. у Москви - „Изазови за будућност: одрживи просторни развој европског континента у свету који се мења”
- 2014. у Нафплиону - „Улога учешћа јавности у процесу одрживог просторног развоја европског континента”
- 2017. у Букурешту - „Концепт функционалних подручја”